# Tranvia della baia di Cadice
La Tranvia della baia di Cadice (operato sotto il marchio Trambahía) è un sistema ferroviario misto di tipo treno-tram che serve la città spagnola di Cadice e l'area metropolitana della sua baia. Questo sistema, che è stato inaugurato il 26 d'ottobre di 2022, è proprietà della Giunta dell'Andalusia attraverso la società Agencia de Obra Pública. La sua operazione e il suo utilizzo è a carico dell'operatore pubblico Renfe.
Consiste di una unica linea nella quale convivono due tipi d'infrastrutture: i tram urbani percorrono la rete attraverso una tranvia propria, mentre i tram extraurbani circolano per le vie del Red Ferroviaria de Interés General (RFIG) della Adif insieme ai treni di Cercanía di Cadice. Si tratta del quarto sistema di ferrovia metropolitana dell'Andalusia dopo quelli di Siviglia, Málaga e Granada.
Con 24 chilometri di lunghezza e 21 stagioni, costituisce un tipo di trasporto unico in Spagna, poiché è l'unico sistema di ferrovia mista con capacità per circolare come tram e treno suburbano di Cercanía. Consta di sette unità serie 801 fabbricate su misura proprio per quest'infrastruttura da CAF, con capacità di 227 viaggiatori ciascuna. Serve una popolazione media di 234.000 abitanti, distribuiti tra i municipi di Cadice, San Fernando, Porto Reale e Chiclana de la Frontera.

## Linee

### Linea 1
La prima linea parte della Piazza di Spagna di Cadice, in forma di piattaforma tranviaria convenzionale. All'inizio la linea si interna nella rete ferroviaria nell'ambiente della stazione di Cadice, per ricorrere le stazioni di Cercanía della città e uscire da essa tramite l'istmo della penisola di Cadice.
Una volta fuori dalla penisola di Cadice, lascia la rete ferroviaria prima della stazione di San Fernando-Bahía Sur per proseguire sulla piattaforma tranviaria appositamente costruita. Questa piattaforma entra nella città di San Fernando, attraverso le strade del suo centro, con la ricostruzione e la pedonalizzazione di parte delle strade che attraversa. Successivamente, la linea entra a Chiclana, dove termina nello stesso modo.
I lavori sono iniziati il 1° settembre 2008 e sono entrati in funzione il 26 ottobre 2022.[1] La linea è lunga 24 km e avrà 21 fermate, di cui 5 a Cadice, 8 a San Fernando, 1 nella zona industriale di Tres Caminos e 7 a Chiclana.

### Future linee

#### Linea 2
A differenza della prima linea, la seconda utilizza una piattaforma tranviaria all'interno di Cadice e la sua uscita, e prosegue lungo la linea ferroviaria convenzionale all'esterno della città. Lo scopo della linea è quello di sfruttare il nuovo ponte della Costituzione del 1812 per uscire dalla città, riducendo drasticamente la distanza tra Cadice e Puerto Real rispetto alla linea ferroviaria convenzionale che non utilizza ponti per uscire dalla città.
La linea parte, come la precedente, da Plaza de España, a Cadice. Esce dalla città attraverso il già citato ponte della Costituzione del 1812. La possibilità di inserire la ferrovia pesante su questo ponte è stata esclusa perché il peso da sostenere avrebbe reso il progetto eccessivamente complicato, quindi si è deciso di optare per questo sistema treno-tram.
Una volta attraversato il ponte, la linea si unisce alla linea ferroviaria convenzionale Siviglia-Cadice, realizzando le fermate della Cercanía di Cadice nelle località di Porto Reale, Il Porto di Santa María e Jerez del Confine. L'utilizzo del nuovo ponte ridurrebbe il tempo di viaggio tra Cadice e queste località di 14 minuti rispetto al tempo odierno.

## Materiale mobile
La costruzione delle unità mobili venne aggiudicata da Construcciones y Auxiliar de Ferrocarriles (CAF), sulla base del modello Urbos.
La caratteristica più rilevante è l'esistenza di porte a due altezze, dovute al fatto che l'altezza dei marciapiedi sulla linea ferroviaria (76 cm) è troppo elevata per essere utilizzata nell'area tranviaria, dove è stata stabilita un'altezza di 38 cm. Infine, ogni lato di ogni vettura tranviaria ha una porta a ciascuna altezza, con metà del pavimento interno di ogni vettura all'altezza di una porta e l'altra metà all'altra, con comunicazione tra le due aree per mezzo di scale.
Ciascuna filiale è composta da due carrozze elettriche, espandibili a tre, con 146 posti in piedi e 92 seduti. La velocità massima è di 100 km/h. Lo scartamento dei binari, per essere compatibile con l'attuale linea Cadice-Siviglia, è di 1.668 mm di scartamento iberico.
In termini ferroviari, quando il treno entra nel binario convenzionale, il tram è considerato un treno normale che circola sulla linea alle stesse condizioni del resto dei treni. È stato numerato all'interno della serie 801, con la prima unità numerata 801.001, e sono stati utilizzati anche i tram della Tranvía de Jaén e della Tranvía de Vélez-Málaga. L'omologazione per la circolazione su binari convenzionali gli consente di circolare non solo sulla linea Cadice-Siviglia, ma anche su qualsiasi altra linea ferroviaria spagnola.